# Synthymia griseofusa
Synthymia griseofusa là một loài bướm đêm trong họ Noctuidae.